# NGC 5397
NGC 5397 is een elliptisch sterrenstelsel in het sterrenbeeld Centaur. Het hemelobject werd op 8 juni 1837 ontdekt door de Britse astronoom John Herschel.

## Synoniemen
- ESO 384-31
- MCG -6-31-13
- IRAS 13582-3342
- PGC 49908